# Cicloguanil
Il cicloguanil è un metabolita attivo del proguanil, un farmaco antimalarico, ed un inibitore della diidrofolato reduttasi. Si ritiene che la sua formazione in vivo possa essere il principale responsabile per l'attività antimalarica del proguanil. Tuttavia, studi più recenti hanno indicato che, mentre il proguanil è sinergico con l'atovaquone (come nella combinazione Malarone), il cicloguanil è infatti antagonista agli effetti dell'atovaquone, suggerendo che, a differenza del cicloguanil, il proguanil può avere un meccanismo alternativo nell'azione antimalarica oltre all'inibizione della diidrofolato reduttasi.
Anche se cicloguanil non è attualmente in uso generale come antimalarico, il continuo sviluppo della resistenza ai farmaci antimalarici ha portato ad un rinnovato interesse per lo studio di esso in combinazione con altri farmaci.